# تپه و محوطه حسین‌آباد مرادخان
تپه و محوطه حسین‌آباد مرادخان مربوط به دوران پیش از تاریخ ایران باستان است و در شهرستان کهنوج، بخش رودبار، روستای حسین‌آباد واقع شده و این اثر در تاریخ ۲۷ مرداد ۱۳۸۲ با شمارهٔ ثبت ۹۵۷۶ به‌عنوان یکی از آثار ملی ایران به ثبت رسیده است.